# فيلهلم باكهاوس
فيلهلم باكهاوس بالإنجليزية Wilhelm Backhaus
(و. 26 مارس 1884 – ت. 5 يوليو 1969) عازف بيانو سويسري من أصل ألماني.
درس في كونسرفتوار لايبزج حيث غادر عام 1899 ليصبح طالبا لدى يوجين دالبرت في فرانكفورت. بدأ يقوم بعمل جولات كعازف بيانو في الحفلات عام 1900 وواصل الأداء والتسجيل حتى وقت وفاته، بينما كان في النمسا في حفل موسيقي وكان عمره 85 سنة. كان باكهاوس واحدا من أواخر عازفي البيانو الذين تخرجوا من لايبزج فكان فنانا بارزا وقراءاته لها السلطة وحزم مثل الجرانيت. اشتهر لتفسيره الخاص بالمدرسة الموسيقية لموسيقى موتسارت وبيتهوفن وبرامز.

## وصلات خارجية
- فيلهلم باكهاوس على موقع IMDb (الإنجليزية)
- فيلهلم باكهاوس على موقع الموسوعة البريطانية (الإنجليزية)
- فيلهلم باكهاوس على موقع مونزينجر (الألمانية)
- فيلهلم باكهاوس على موقع ميوزك برينز (الإنجليزية)
- فيلهلم باكهاوس على موقع أول ميوزيك (الإنجليزية)
- فيلهلم باكهاوس على موقع ديسكوغز (الإنجليزية)

1. 1 2  Who's Who in Music: A Biographical Record of Contemporary Musicians (بالإنجليزية) (2nd ed.), London, New York City, 1915, p. 10, OCLC:17708811, QID:Q19414318{{استشهاد}}:  صيانة الاستشهاد: مكان بدون ناشر (link)
2. ↑  Internet Movie Database (بالإنجليزية), QID:Q37312
3. ↑  NPR Encylopedia of Classical Music